# László Lékai
László Lékai (12 de março de 1910 - 30 de junho de 1986) foi arcebispo de Esztergom e cardeal.
Foi ordenado sacerdote em 28 de setembro de 1934. Trabalhou como membro do corpo docente no Seminário de Veszprém e fez trabalho pastoral na Diocese de Veszprém de 1934 a 1944. Foi secretário particular do futuro cardeal József Mindszenty, que foi na época bispo de Veszprém. Ele foi preso em uma prisão nazista de novembro de 1944 a fevereiro de 1945. Ele foi nomeado um camareiro privado supranumerário em 22 de janeiro de 1946.

## Episcopado
Ele foi nomeado bispo titular de Giro di Tarasio e nomeado administrador apostólico, ad nutum Sanctæ Sedis, de Veszprém em 1972. Ele foi nomeado como administrador apostólico de Esztergom em 5 de fevereiro de 1974. Papa Paulo VI o nomeou para a sede metropolitana e primacial de Esztergom em 1976.

## Cardinalizado
O Papa Paulo VI criou-o cardeal-sacerdote de Santa Teresa al Corso d'Italia no consistório de 24 de maio de 1976. Participou do conclave de 25 a 26 de agosto de 1978 e do conclave de 14 a 16 de outubro de 1978.

## Fonte
- Cheney, David M. «{{{1}}}» (em inglês). Catholic-Hierarchy.org